# Temesillésd

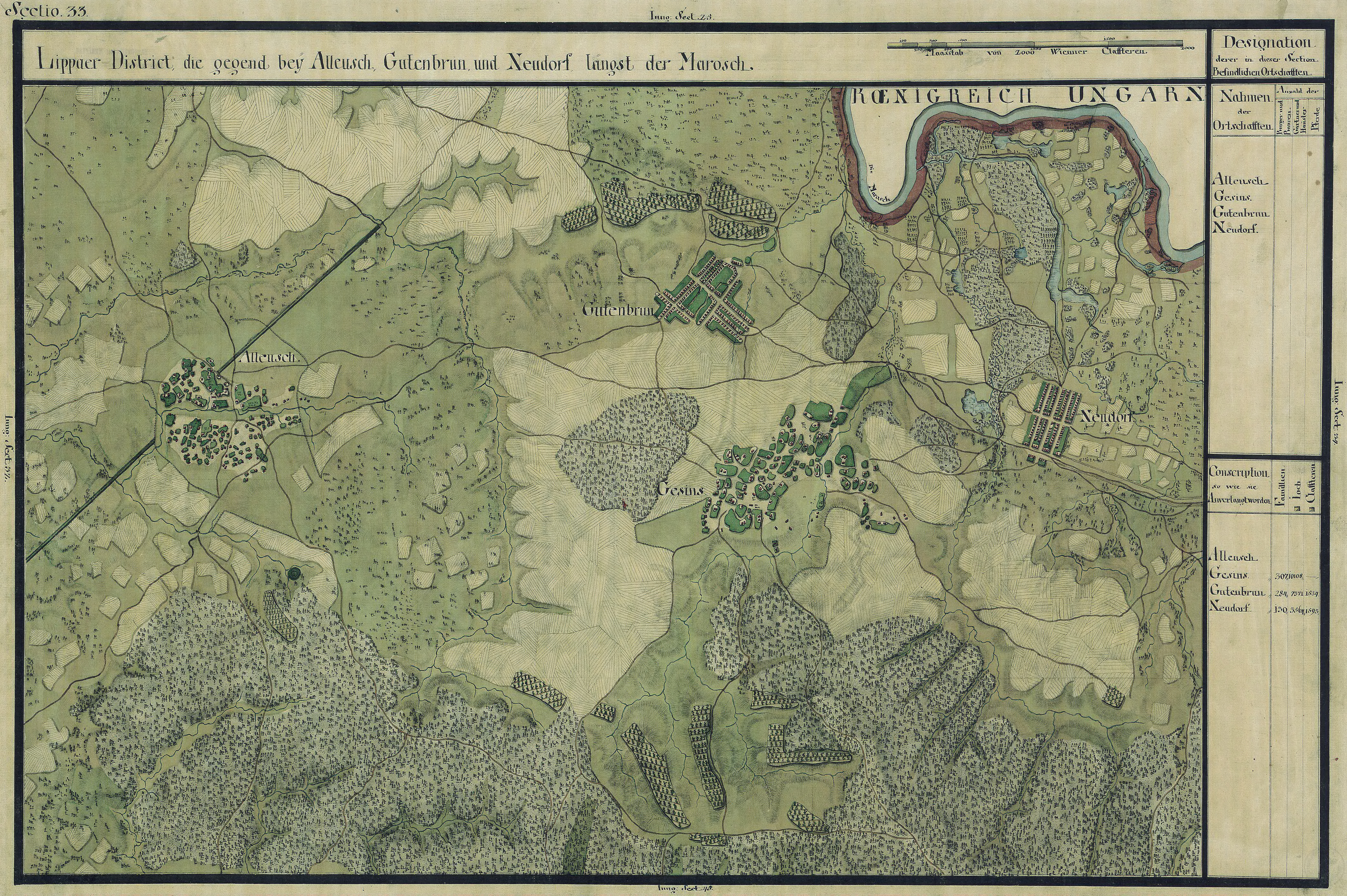
Temesillésd egy régi térképen

Temesillésd románul: Alioș, falu Romániában, a Bánságban, Temes megyében.

## Fekvése
Temesvártól északkeletre, Temesújfalu és Máslak között fekvő település.

## Története
Temesillésd, Allios a középkorban Arad vármegyéhez tartozott. 1306-1326 között a Bár-Kalán nemzetséghez tartozó Szeri Pósa család birtoka volt. 1332-1337 között neve szerepelt a pápai tizedjegyzékekben is mint Elleusfalua (Ellősfalva), 1422-ben, 1447-ben és az 1451-ben kelt oklevelekben Ellefalva és Ellysofalwa neveken fordult elő. 1477-ben Ellewfalw alakban Solymosvár tartozéka és Lendvai Bánffi Miklós és testvére Jakab birtoka volt. Az 1561. évi adóösszeírásban Elesfalwa a Szentmiklósy-, a Finta-, a Báldy-, a Méregh- és a Baratzeg-családok birtokaként volt említve.
A 18. században románok költöztek ide, akik a helység nevét Alliosra ferdítették. 1723-1725 között gróf Mercy térképén Alleosch alakban szerepelt. 1782-ben Névery Elek és József vették meg, de mivel nem a vételárat nem fizették ki, tovább is a kincstár volt a földesura. 1838-ban már postahivatal is volt a helységben. 1891-ben a Pallas nagy lexikona írta a településről: „Allios, nagyközség Temes vármegye lippai járásában, 1932 oláh és német lakossal, postával, nagy szilvással, szőlőkkel és erdővel; közelében egy régi vár romjai láthatók.”
A 20. század elején nagyobb birtokosa a kincstár volt.
A trianoni békeszerződés előtt Temes vármegye Lippai járásához tartozott.
1910-ben 1869 lakosából 1498 román, 54 magyar, 315 német volt. Ebből 1490 görög keleti ortodox, 345 római katolikus volt.

### Keresztúr
A mai Temesillésd és Temeshidegkút között feküdt a középkorban Keresztúr, mely 1484-ben a Patócsiaké, 1561-ben, pedig Mágócsyé, özv. Zaynéé és a Nadányiaké volt.

### Sopron
Temesillésd vidékén találjuk Sopron falut is, mely 1446-ban és 1455-ben Kétsopron néven fordult elő. Az 1446-1457 közötti években a Palotai Czibak család birtoka volt.

## Nevezetességek
- A falutól délkeletre 1 kilométerre 14–16. századi földvár található. A romániai műemlékek jegyzékében a TM-I-s-B-06051 sorszámon szerepel.[1]
- A határban egy avargyűrűnek és római sáncoknak a maradványai láthatók.
- Görög keleti temploma 1826-ban épült.
- Római katolikus templomát 1909-ben építették.